# Peter Jutzeler
Peter Jutzeler (ur. 9 maja 1940 w Näfels, zm. 28 września 2020 w Glarus) – szwajcarski zapaśnik walczący w obu stylach. Dwukrotny olimpijczyk. Piąty w Tokio 1964. Szósty (st.klasyczny) i odpadł w eliminacjach turnieju w Meksyku 1968. Startował w kategorii 97 kg.
Zajął czwarte miejsce w mistrzostwach świata w 1965 i 1969; piąte w 1966 i szóste w 1967. Piąty w mistrzostwach Europy w 1968 roku. Jego brat Bruno wystąpił w zapasach na igrzyskach olimpijskich w 1972.
- Turniej w Tokio 1964 – styl klasyczny

Pokonał Hiszpana José Panizo. a przegrał ze Szwedem Perem Svenssonem i zawodnikiem radzieckim Rostomem Abaszidze.
- Turniej w Tokio 1964 – styl wolny

Wygrał z reprezentantem Indii Maruti Mane, Mongołem Öldzijsajchany Erden-Oczirem i Amerykaninem Jerrym Conine. Przegrał z Heinzem Kiehlem z RFN i Aleksandr Miedwiedem z ZSRR.
- Turniej w Meksyku 1968 – styl klasyczny

Zwyciężył Turka Gürbüza Lü, a przegrał z Amerykaninem Henkiem Schenke i Bułgarem Bojanem Radewem.
- Turniej w Meksyku 1968 – styl wolny

Wygrał z Irańczykiem Moslemem Eskandarem Filabim i przegrał z Węgrem Józsefem Csatárim i Mongołem Chorloogijnem Bajanmönchem.